# 胜利镇 (朝阳县)
胜利乡，是中华人民共和国辽宁省朝阳市朝阳县下辖的一个乡镇级行政单位。

## 行政区划
胜利乡下辖以下地区：
西山村、肖杖子村、菜园子村、三道梁村、东山村、大五家子村、赵家湾村、大嘎海图村、于杖子村、大黄杖子村、山咀子村、吴家杖子村、歪脖沟村、花坤营子村、孙家店村、杨树底下村、董家店村、古树沟村、金杖子村、西沟门村、西沟村、三家村和楼子山村。